# Pliometryka
Pliometryka – rodzaj treningu nastawiony na poprawę szybkości i mocy ruchów oraz poprawę funkcji układu nerwowego głównie pod kątem poprawy szybkości reakcji mięśni.
Trening pliometryczny, w którym mięsień jest napinany, a następnie skurczany w szybkich sekwencjach ruchowych wykorzystuje siłę, elastyczność oraz unerwienie mięśnia i okalających go tkanek do poprawy następujących osiągnięć: wysokości skoku, szybkości biegu, odległości rzutu czy siły uderzenia. W tym celu pracuje się nad poprawą szybkości lub mocy skurczów mięśniowych.